# 市東亮子
市東 亮子（しとう りょうこ、6月30日 - ）は、日本の漫画家。千葉県出身。女性。
1981年、『ボニータ』（秋田書店）7月号に掲載の『さりげなくラブ・ミー』でデビュー。以後、同誌や『月刊プリンセス』（秋田書店）など少女誌を中心に執筆活動を行っている。代表作は『やじきた学園道中記』、『BUD BOY』など。

## 作品リスト

### 漫画作品
- 夢の夢（秋田書店、全3巻）
- ひとり模様（秋田書店、全1巻）
- 籠の鳥－市東亮子セレクション「鳥」－（秋田書店、全2巻）
- 東から来た男シリーズ
- 超ド級無敵アイドル戦隊 バトルフィンガーファイブ（秋田書店、全2巻）
- ラーメン・ラビリンス（秋田書店、全1巻）
- 道玄坂探偵事務所 竜胆（原作：花村萬月、秋田書店、全1巻）
- 白色幻鳥（秋田書店、全1巻）
- 紫苑 屠られし者、その血によりて（原作：花村萬月、秋田書店、全1巻）
- GAME－獲物もしくは遊技－（秋田書店、全2巻）
- D-ZONE 全2巻（秋田書店）
- LIVE!!シリーズ（原作：永野椎菜 ※初期のみ）
- 童顔刑事 全2巻（秋田書店）
- アマル－黎明の出雲伝説－（原作：伊月慶子、秋田書店、全3巻）
- やまだら（幻冬舎コミックス、全1巻）
- ストローブ卿夢幻館へようこそ（幻冬舎コミックス、全2巻）
- 市東亮子短編集（幻冬舎コミックス、全3巻） ※各巻それぞれに「シリアス」「コメディ」「ミステリアス」の副題があり、テーマごとに編集された短編集。
- 博多殺人事件（原作：内田康夫、秋田書店、全1巻）
- やじきた学園道中記（1982年 - 1991年、『ポニータ』掲載 → 2003年 - 2006年、『ミステリーボニータ』掲載、秋田書店、全29巻）
  - やじきた学園道中記 昭和仕立 八丁堀事始メ（2010年、『プリンセスGOLD』掲載、秋田書店、全1巻）
  - やじきた学園道中記II（『プリンセスGOLD』2010年 - 2015年10月号[1]、秋田書店、全12巻）
  - やじきた学園道中記F（『プリンセスGOLD』2016年1月号[2] - 2020年2月号（休刊号[3]）→『ミステリーボニータ』 2020年4月号[4] - 2022年5月号、秋田書店、全14巻） - 休刊により移籍連載[4]
  - 星にききたまえ-Ask The Stars-（『ミステリーボニータ』 2022年7月号[5] - 2023年9月号[6]、秋田書店、全3巻）
  - やじきた異世界道中記（『ミステリーボニータ』2023年12月号[7] - 連載中、既刊3巻）
- BUD BOY（1992年 - 2009年、『恋姫』・『月刊プリンセス』・『別冊プリンセス』・『プリンセスGOLD』掲載、秋田書店、全19巻・番外編3巻）
- エリュシオン－青宵廻廊－（2009年 - 2012年、『Webスピカ』掲載、幻冬舎コミックス、既刊5巻）※2012年8月24日現在

### 寄稿
- 『エロイカより愛をこめて 35周年メモリアルブック』（2012年9月14日発売[8]） - トリビュートイラスト[8]
- 『プリンセスGOLD』2014年4月号別冊付録『そうだ、東北へ行こう!!』[9]
- 『プリンセスGOLD』創刊35周年お祝いイラスト（『プリンセスGOLD』2014年5月号別冊付録『GOLD 35th Anniversary スペシャルBOOK!!』収録[10]）
- 『ミステリーボニータ』創刊30年お祝いメッセージ（『ミステリーボニータ』2016年6月号[11]）
- 『エロイカより愛をこめて』に愛をこめて!!（『ミステリーボニータ』2021年7月号、『エロイカより愛をこめて』45周年企画連載第1回[12]）